# Janet Monach Patey

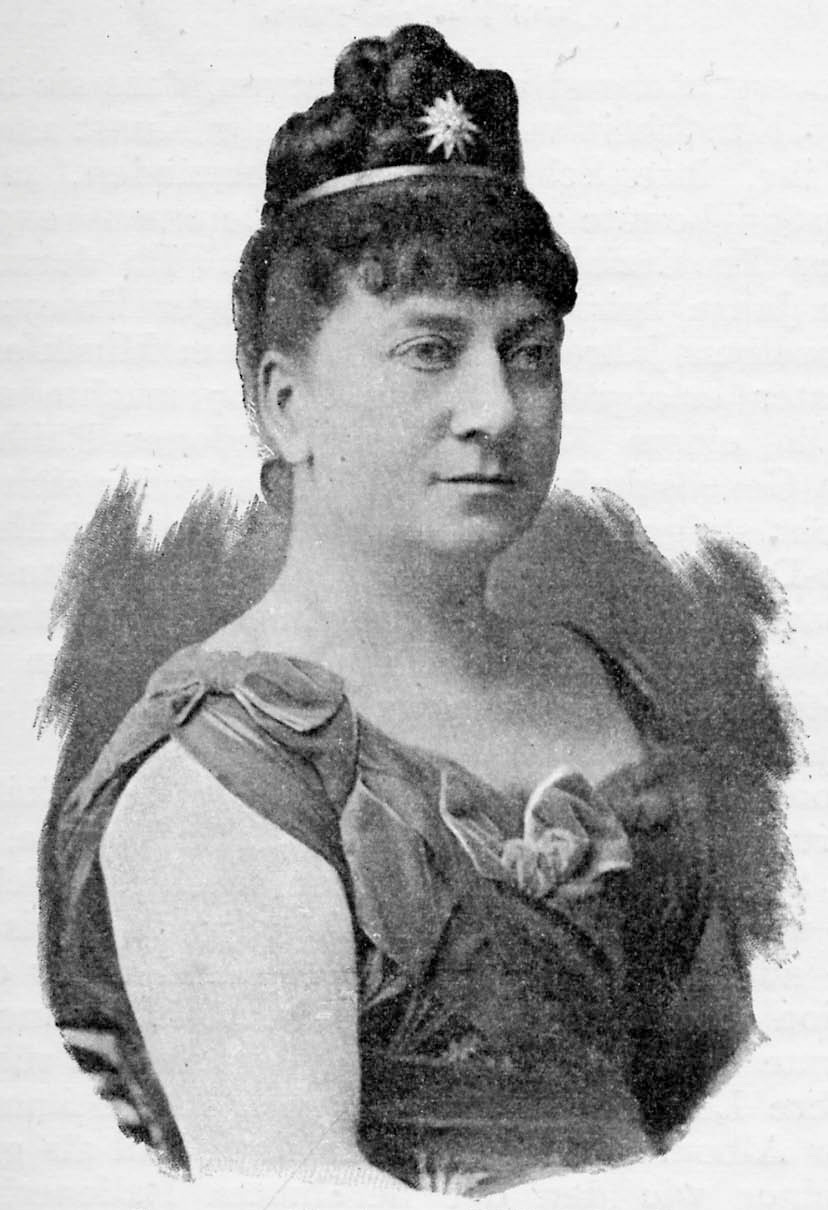
Janet Monach Patey

Janet Monach Patey (* 1. Mai 1842 in London; † 28. Februar 1894 in Sheffield) war eine englische Sängerin (Alt/Kontraalt).

## Leben
Patey begann ihre Gesangsausbildung bei John Wass und trat bereits frühzeitig in der Town Hall von Birmingham auf. Sie wurde dann Mitglied des Chores von Henry Leslie und nahm weiteren Gesangsunterricht bei Carlo Pinsuti und Emma Lucombe, der Frau des Opernsängers John Sims Reeves.
1866 heiratete sie den Sänger John Patey. Im Folgejahr trat sie erstmals beim Worcester Festival auf und war bald die erfolgreichste Kontraaltistin Englands nach Charlotte Sainton-Dolby. 1871 unternahm sie mit ihrem Mann eine USA-Tournee, und 1875 sang sie auf Einladung von Charles Lamoureux in Paris in einer Aufführung von Händels Messiah in französischer Sprache. Für Auftritte am Conservatoire de Paris wurde sie vom Direktorium mit einer Medaille geehrt.
Bei einem Konzert am 27. Februar 1894 in Sheffield brach Patey auf der Bühne zusammen und starb, ohne das Bewusstsein wiedererlangt zu haben, am folgenden Morgen.